# Justo Domingues Maciel
Justo Domingues Maciel, primeiro e único barão de Maciel (Baependi, 1837 — São Paulo, 1900), foi um nobre e político brasileiro.
Filho de Manuel Domingues Maciel, casou-se com D. Luísa Leocádia Ribeiro da Cunha. Era membro importante do Partido Liberal, foi agraciado barão em 10 de julho de 1889.
Foi Presidente da Câmara e também o primeiro Prefeito de Baependi após a proclamação da República. Foi também Comandante Superior da Guarda Nacional e em 1884, acompanhou o Imperador Pedro II na inauguração da ferrovia “The Minas and Rio Railway”.
Era proprietário da Fazenda da Roseta, em Baependi, cujos limites adentravam os municípios de Caxambu e Conceição do Rio Verde. Com a abolição da escravatura trouxe imigrantes italianos, constituindo uma colônia na fazenda, onde se produziam laticínios muito apreciados no Rio de Janeiro, além de açúcar, cachaça e muitos outros produtos. Promovia festas em batizados, casamentos e formaturas de seus filhos, sempre com bailes animados por bandas de música, recepcionando políticos da Província, convidados da sociedade local e da Corte.